# Quadrastichus ventricosus
Quadrastichus ventricosus är en stekelart som först beskrevs av Graham 1961.  Quadrastichus ventricosus ingår i släktet Quadrastichus och familjen finglanssteklar. Arten är reproducerande i Sverige. Inga underarter finns listade i Catalogue of Life.